# Anandamide
Anandamide is een neurotransmitter. Het speelt een rol bij pijn, depressie, geheugen, vruchtbaarheid en het hongergevoel. De stof wordt in het lichaam afgebroken door hydrolase. De naam anandamide is afgeleid van het woord ananda dat in het Sanskriet 'geluk' of 'gelukzaligheid' betekent. Anandamide is belangrijk in hersendelen die te maken hebben met het geheugen, hogere denkprocessen en controle over de motoriek.

## Farmacie
Er worden farmaca gebruikt tegen geheugenverlies, die de werking van anandamide blokkeren. De werkzame stof in marihuana, THC, bootst de werking van anandamide na. Ook in chocolade komen drie stoffen voor die sterk op anandamide lijken. Tevens zitten er stoffen in die de afbraak van anandamide tegengaan (de zogenaamde N-acylethanolamines). De stoffen uit chocolade werken anders dan die uit marihuana; het eten van chocolade is minder ingrijpend dan het roken of eten van marihuana.

## Farmacologie
Anandamide bindt in de hersenen aan de zogenoemde cannabinoïde receptoren. Deze receptoren (CB1, CB2) werden ontdekt door studies naar de farmacologie van cannabis (wiet, hasj) in het lichaam. Pas na het ontdekken van deze receptoren kwamen wetenschappers erachter dat de mens ook een lichaamseigen stof produceert, die aan deze receptoren bindt, en deze stof werd anandamide genoemd. THC, de psychoactieve ingrediënt in cannabis, imiteert de werking van anandamide, zoals bevordering van eetlust en gevoelens van welbevinden.
Onderzoek duidt op anandamide als veroorzaker van het runner's high effect bij hardlopen.
Anandamide speelt ook een belangrijke rol bij het vergeten van onaangename herinneringen. Bij patiënten die lijden aan posttraumatische stressstoornis zijn aanwijzingen gevonden voor een tekort aan anandamide, wat zou verklaren waarom PTSS patiënten vaak baat hebben bij cannabis.

## Biologisch voorkomen
De hoogste concentraties anandamide worden niet gevonden in de hersenen, maar in de baarmoeder, vlak voor de innesteling van het embryo.

## Chemie
Chemisch gezien kan de verbinding beschouwd worden als het N-(2-hydroxyethyl)-derivaat van arachidonamide, het amide van arachidonzuur, een omega 6-vetzuur.

## Farmaceutisch verhogen van de anandamide-spiegel
Een farmacotherapeutische toepassing van de lichaamseigen stof anandamide kan het remmen van de afbraak zijn. De afbraak van anandamide wordt verzorgd door het enzym vetzuuramidehydrolase (fatty acid amide hydrolase, FAAH). In Januari 2016 is naar buiten gekomen dat tijdens een Fase 1-onderzoek in de Franse stad Rennes, een proefpersoon de dood vond. Het gaat hier om de stof BIA 10-2474, een potentiële FAAH-remmer.
acetylcholine (ACh) · adrenaline · anandamide · aspartaat (Asp) · β-lipoproteïne · bombesine · cholecystokinine (CCK) · corticotropine (ACTH) · dopamine (DA) · dynorfine · endorfine · enkefaline · γ-aminoboterzuur (GABA) · glutamaat (Glu) · glycine (Gly) · histamine · leumorfine · motiline · neurofysine I · neurofysine II · neurokinine A · neurokinine B · neuropeptide A · neuropeptide γ · neuropeptide Y · noradrenaline · peptide YY · serotonine (5-HT) · stikstofoxide (NO) · substantie P